# Безверхий Олексій Гнатович
Олексій Гнатович Безверхий (* 23 березня 1921 — 16 червня 2004) —  радянський військовий льотчик, Герой Радянського Союзу (1945). У роки німецько-радянської війни командир ескадрильї 156-го гвардійського винищувального авіаційного полку (12-а винищувальна авіаційна дивізія 1-го гвардійського штурмового авіаційного корпусу 2-ї повітряної армії 1-го Українського фронту).

## Біографія
Народився 23 березня 1921 року в селі Андріївка (нині в межах Новосанжарського району Полтавської області України) в селянській сім'ї. Українець. Закінчив аероклуб, три курси Полтавського автодорожнього технікуму.
У 1940 році призваний до Червоної Армії. У 1941 році закінчив Чугуївську військово-авіаційну школу пілотів, в 1942 році – Конотопське військово-авіаційне училище.
У боях німецько-радянської війни з червня 1943 року. Командир ескадрильї 156-го гвардійського винищувального авіаційного полку (12-а винищувальна авіаційна дивізія 1-го гвардійського штурмового авіаційного корпусу 2-ї повітряної армії 1-го Українського фронту), гвардії старший лейтенант Безверхий О.Г. до кінця війни здійснив 333 бойових вильоти, у 47 повітряних боях збив особисто 15 літаків противника і 1 у групі.
27 червня 1945 року Олексію Гнатовичу Безверхому присвоєно звання Героя Радянського Союзу.
Після закінчення війни продовжив службу у Військово-повітряних силах.
З 1961 року полковник О.Г.Безверхий у запасі. Жив у Харкові. Помер 16 червня 2004 року.